# Liste der Monuments historiques in Ferrières-le-Lac
Die Liste der Monuments historiques in Ferrières-le-Lac führt die Monuments historiques in der französischen Gemeinde Ferrières-le-Lac auf.

## Liste der Objekte
| Bezeichnung | Beschreibung | Standort                     | Kennzeichnung | Schutzstatus | Datum | Bild |
| ----------- | --- | ---------------------------- | ------------- | ------------ | ----- | ---- |
| Hauptaltar  | Altartisch, Tabernakel, Retabel, zwei Kredenzen und zwei Reliefs; Stuck und Holz, farbig gefasst und vergoldet, 18. Jahrhundert | in der Kirche St-Roch (Lage) | PM25002109    | Inscrit      | 1982  |      |